# Croatie aux Jeux olympiques
La Croatie, pays devenu indépendant en 1991, participe pour la première fois aux Jeux olympiques d'hiver de 1992 à Albertville. Auparavant, les sportifs croates représentent l'Autriche, comme Milan Neralić en 1900, puis le royaume des Serbes, Croates et Slovènes devenu en 1929 la Yougoslavie en 1929 (1920-1988). Le Comité national olympique a depuis envoyé une délégation nationale à chaque édition des Jeux olympiques d'été et des Jeux olympiques d'hiver. 
Les athlètes croates ont remporté un total de 52 médailles olympiques (au 4 février 2024).

## Les sportifs médaillés
Cette liste ne prend pas en compte les Croates médaillés au sein d'autres nations avant 1991.
| Médaille                            | Nom | Jeux                | Sport                  | épreuve             |
| ----------------------------------- | --- | ------------------- | ---------------------- | ------------------- |
| Médaille d'argent, Jeux olympiques  | Dražen Petrović Velimir Perasović Danko Cvjetičanin Toni Kukoč Vladan Alanović Franjo Arapović Žan Tabak Stojko Vranković Alan Gregov Arijan Komazec Dino Rađa Aramis Naglić                                                               | 1992 Barcelone      | Basket-ball            | Basket-ball H       |
| Médaille de bronze, Jeux olympiques | Goran Ivanišević | 1992 Barcelone      | Tennis                 | Tennis H simple     |
| Médaille de bronze, Jeux olympiques | Goran Ivanišević Goran Prpić | 1992 Barcelone      | Tennis                 | Tennis H double     |
| Médaille d'or, Jeux olympiques      | Patrik Ćavar Slavko Goluža Božidar Jović Nenad Kljaić Venio Losert Valter Matošević Alvaro Načinović Goran Perkovac Iztok Puc Zlatko Saračević Irfan Smajlagić Bruno Gudelj Zoran Mikulić Vladimir Jelčić Valner Franković Vladimir Šuster | 1996 Atlanta        | Handball               | Handball H          |
| Médaille d'argent, Jeux olympiques  | Maro Balić Damir Glavan Igor Hinić Vjekoslav Kobešćak Joško Kreković Ognjen Kržić Siniša Školneković Ratko Štritof Tino Vegar Renato Vrbičić Zdeslav Vrdoljak Perica Bukić Dubravko Šimenc                                                 | 1996 Atlanta        | Water polo             | Water polo H        |
| Médaille d'or, Jeux olympiques      | Nikolai Pechalov | 2000 Sydney         | Haltérophilie          | Moins de 62 kg H    |
| Médaille de bronze, Jeux olympiques | Igor Francetić Tihomir Franković Tomislav Smoljanović Nikša Skelin Siniša Skelin Krešimir Čuljak Igor Boraska Branimir Vujević Silvijo Petriško                                                                                            | 2000 Sydney         | Aviron                 | Huit H              |
| Médaille d'or, Jeux olympiques      | Janica Kostelić | 2002 Salt Lake City | Ski alpin              | Combiné F           |
| Médaille d'or, Jeux olympiques      | Janica Kostelić | 2002 Salt Lake City | Ski alpin              | Slalom géant F      |
| Médaille d'or, Jeux olympiques      | Janica Kostelić | 2002 Salt Lake City | Ski alpin              | Slalom spécial F    |
| Médaille d'argent, Jeux olympiques  | Janica Kostelić | 2002 Salt Lake City | Ski alpin              | Super G F           |
| Médaille d'or, Jeux olympiques      | Venio Losert Vlado Šola Valter Matošević Nikša Kaleb Ivano Balić Blaženko Lacković Vedran Zrnić Igor Vori Davor Dominiković Mirza Džomba Drago Vuković Slavko Goluža Goran Šprem Denis Špoljarić Petar Metličić                            | 2004 Athènes        | Handball               | Handball H          |
| Médaille d'argent, Jeux olympiques  | Siniša Skelin Nikša Skelin | 2004 Athènes        | Aviron                 | Deux sans barreur H |
| Médaille d'argent, Jeux olympiques  | Duje Draganja | 2004 Athènes        | Natation               | Nage libre 50 m H   |
| Médaille de bronze, Jeux olympiques | Ivan Ljubičić Mario Ančić | 2004 Athènes        | Tennis                 | Tennis double H     |
| Médaille de bronze, Jeux olympiques | Nikolai Pechalov | 2004 Athènes        | Haltérophilie          | Moins de 69 kg H    |
| Médaille d'or, Jeux olympiques      | Janica Kostelić | 2006 Turin          | Ski alpin              | Combiné F           |
| Médaille d'argent, Jeux olympiques  | Janica Kostelić | 2006 Turin          | Ski alpin              | Super G F           |
| Médaille d'argent, Jeux olympiques  | Ivica Kostelić | 2006 Turin          | Ski alpin              | Combiné H           |
| Médaille de bronze, Jeux olympiques | Snježana Pejčić | 2008 Pékin          | Tir                    | 10 m air comprimé F |
| Médaille d'argent, Jeux olympiques  | Filip Ude | 2008 Pékin          | Gymnastique artistique | Cheval d'arçon      |
| Médaille de bronze, Jeux olympiques | Martina Zubčić | 2008 Pékin          | Taekwondo              | Moins de 57 kg F    |
| Médaille de bronze, Jeux olympiques | Sandra Šarić | 2008 Pékin          | Taekwondo              | Moins de 67 kg F    |
| Médaille d'argent, Jeux olympiques  | Blanka Vlašić | 2008 Pékin          | Athlétisme             | Saut en hauteur F   |
| Médaille de bronze, Jeux olympiques | Jakov Fak | 2010 Vancouver      | Biathlon               | 10 km H             |
| Médaille d'argent, Jeux olympiques  | Ivica Kostelić | 2010 Vancouver      | Ski alpin              | Combiné H           |
| Médaille d'argent, Jeux olympiques  | Ivica Kostelić | 2010 Vancouver      | Ski alpin              | Slalom H            |

## Tableau des médailles

### Par année
| Année | Médaille d'or, Jeux olympiques | Médaille d'argent, Jeux olympiques | Médaille de bronze, Jeux olympiques | Total | Rang |
| 1992  | 0                              | 1                                  | 2                                   | 3     | 44e  |
| 1996  | 1                              | 1                                  | 0                                   | 2     | 45e  |
| 2000  | 1                              | 0                                  | 1                                   | 2     | 49e  |
| 2004  | 1                              | 2                                  | 2                                   | 5     | 44e  |
| 2008  | 0                              | 2                                  | 3                                   | 5     | 56e  |
| 2012  | 3                              | 1                                  | 2                                   | 6     | 25e  |
| 2016  | 5                              | 3                                  | 2                                   | 10    | 17e  |
| Total | 11                             | 10                                 | 12                                  | 33    | 49e  |

| Année | Médaille d'or, Jeux olympiques | Médaille d'argent, Jeux olympiques | Médaille de bronze, Jeux olympiques | Total | Rang |
| 1992  | 0                              | 0                                  | 0                                   | 0     | -    |
| 1994  | 0                              | 0                                  | 0                                   | 0     | -    |
| 1998  | 0                              | 0                                  | 0                                   | 0     | -    |
| 2002  | 3                              | 1                                  | 0                                   | 4     | 12e  |
| 2006  | 1                              | 2                                  | 0                                   | 3     | 16e  |
| 2010  | 0                              | 2                                  | 1                                   | 3     | 21e  |
| 2014  | 0                              | 1                                  | 0                                   | 1     | 25e  |
| 2018  | 0                              | 0                                  | 0                                   | 0     | -    |
| Total | 4                              | 6                                  | 1                                   | 11    | 26e  |

### Par sport
| Place | Sport                  | Médaille d'or, Jeux olympiques | Médaille d'argent, Jeux olympiques | Médaille de bronze, Jeux olympiques | Total |
| 1     | Athlétisme             | 3                              | 1                                  | 1                                   | 5     |
| 2     | Handball               | 2                              | 0                                  | 1                                   | 3     |
| 2     | Tir                    | 2                              | 0                                  | 1                                   | 3     |
| 4     | Aviron                 | 1                              | 3                                  | 1                                   | 5     |
| 5     | Water polo             | 1                              | 1                                  | 0                                   | 2     |
| 6     | Haltérophilie          | 1                              | 1                                  | 0                                   | 2     |
| 7     | Haltérophilie          | 1                              | 0                                  | 1                                   | 2     |
| 8     | Basket-ball            | 0                              | 1                                  | 0                                   | 1     |
| 8     | Gymnastique artistique | 0                              | 1                                  | 0                                   | 1     |
| 10    | Natation               | 0                              | 1                                  | 0                                   | 1     |
| 11    | Tennis                 | 0                              | 0                                  | 3                                   | 3     |
| 11    | Taekwondo              | 0                              | 0                                  | 3                                   | 3     |
| 13    | Taekwondo              | 0                              | 0                                  | 1                                   | 1     |
| Total | Total                  | 11                             | 10                                 | 12                                  | 33    |

| Place | Sport     | Médaille d'or, Jeux olympiques | Médaille d'argent, Jeux olympiques | Médaille de bronze, Jeux olympiques | Total |
| 1     | Ski alpin | 4                              | 6                                  | 0                                   | 9     |
| 2     | Biathlon  | 0                              | 0                                  | 1                                   | 1     |
| Total | Total     | 4                              | 6                                  | 1                                   | 11    |

## Annexe